# Охле (Лодзинське воєводство)
Охле (пол. Ochle) — село в Польщі, у гміні Відава Ласького повіту Лодзинського воєводства.
Населення — 134 особи (2011).
У 1975-1998 роках село належало до Серадзького воєводства.

## Демографія
Демографічна структура станом на 31 березня 2011 року:
|          | Загалом | Допрацездатний вік | Працездатний вік | Постпрацездатний вік |
| -------- | ------- | ------------------ | ---------------- | -------------------- |
| Чоловіки | 67      | 13                 | 43               | 11                   |
| Жінки    | 67      | 13                 | 34               | 20                   |
| Разом    | 134     | 26                 | 77               | 31                   |